# Socket F+
Socket F+ (також відомий, як Socket Fr2 ) — роз'єм для майбутніх серверних мікропроцесорів компанії AMD та двопроцесорних систем з процесорами лінійки Quad FX, які належать до десятого покоління (К10), і виготовлені за допомогою 45 нанометрового технологічного процесу. Є наступником роз'єму Socket F.

## Технології
Основною відмінністю між рознімами Socket F та Socket F+ є підтримка шини HyperTransport різних версій. У той час, як Socket F підтримує лише HyperTransport 2.0 на швидкості 1.0 GHz, Socket F+ підтримує HyperTransport 3.0 на швидкості до 2.6 GHz, яка є сумісною з версіями 1.0 та 2.0.